# Сендеро Луминосо
Перуанската комунистическа партия Сендеро Луминосо (на испански: Partido Comunista del Perú), по-известна само като Сендеро Луминосо (на испански: Sendero Luminoso, в превод „Сияйна пътека“) е перуанска маоистка организация, създадена през 60-те години на ХХ век от бившия университетски преподавател Абимаел Гусман. Тя си поставя за цел да разруши политическото, икономическото и социалното устройство на Перу и да го замени с комунално и селско общество. В културно отношение Сендеро Луминосо смята, че Перу трябва да се върне към времената преди идването на европейците в началото на XVI век. Организацията определя всяко предишно и настоящо правителство на Перу като „фашистко“ и „реакционно“. Като маоистко движение Сендеро Луминосо се противопоставя и на всички останали марксистки групи в страната, дори избива техни активисти.
През 1980 година Сендеро Луминосо започва своята въоръжена борба в Перу.
Организацията става известна със своята бруталност и насилие по отношение на селяни, лидери на профсъюзите, лица на изборни позиции и други цивилни. През 80-те години на ХХ век Сендеро Луминосо има значителна подкрепа сред жителите на департамента Аякучо.
Сендеро Луминосо се смята за терористича организация от Перу, Япония, САЩ, ЕС и Канада. След залавянето на лидера ѝ Абимаел Гусман през 1992 г. дейността на организацията спада значително, но продължава да е активна. Смята се, че между 1980 и 2000 година около 30 000 цивилни и военни загиват в сблъсъци, свързани с дейността на Сендеро Луминосо.